# Monomacra opaca
Monomacra opaca är en skalbaggsart som beskrevs av Wilcox 1953. Monomacra opaca ingår i släktet Monomacra och familjen bladbaggar. Inga underarter finns listade i Catalogue of Life.